# Partito Comunista della Corasmia
Il Partito Comunista della Corasmia fu l'organizzazione bolscevica che governò la Repubblica Sovietica Popolare Corasmia, costituita nel 1920 grazie all'iniziativa dei comunisti locali con il supporto del Partito Comunista del Turkestan. Il PC della Corasmia, la cui costituzione fu formalizzata a Khiva nel dicembre 1921, entrò a far parte del Partito Comunista Russo (bolscevico) nel 1922, dopo l'XI Congresso del PCR(b). Con la ristrutturazione dei confini repubblicani nell'Asia Centrale in occasione dell'ingresso di tali territori nell'Unione Sovietica (1924-1925), anche i rispettivi partiti furono riorganizzati e il Partito Comunista della Corasmia cessò di esistere.